# FIDE
FIDE (/ˈfiːdeɪ/, FEE-day, viết tắt từ tiếng Pháp Fédération internationale des échecs, tức là Liên đoàn Cờ vua Quốc tế) là tổ chức quốc tế liên kết các liên đoàn cờ vua quốc gia toàn thế giới.
Được thành lập tại Paris ngày 20 tháng 7 năm 1924, FIDE được Ủy ban Olympic Quốc tế (IOC) công nhận là cơ quan cao nhất chịu trách nhiệm tổ chức các cuộc thi đấu cờ vua trên phạm vi quốc tế. Khẩu hiệu của FIDE là Gens una sumus (có nghĩa: Chúng ta là một). Chủ tịch hiện tại của FIDE là Arkady Dvorkovich, người Nga.
Ngày nay, với sự gia nhập của 161 nước trên thế giới, FIDE là một trong những tổ chức thể thao năng động nhất trong việc thuyết phục và huy động hàng triệu kì thủ trên thế giới cùng phát triển các hoạt động của môn thể thao trí tuệ. Mục tiêu của FIDE là truyền bá và phát triển cờ vua trên tất cả các quốc gia, cũng như nâng cao văn hóa, sự hiểu biết về cờ vua dưới hình thức một môn thể thao và một môn khoa học thực sự.

## Các liên đoàn thành viên
Hiện giờ FIDE có 158 liên đoàn thành viên. Con số này có thể thay đổi vì có liên đoàn mới gia nhập, hoặc đôi khi có liên đoàn thành viên giải tán hoặc không trả được lệ phí.

## Các chủ tịch liên đoàn[2]
| #   | Họ tên               | Nhiệm kì  |
| --- | -------------------- | --------- |
| 1   | Alexander Rueb       | 1924–1939 |
| 2   | Augusto de Muro      | 1939-1946 |
| (1) | Alexander Rueb       | 1946-1949 |
| 3   | Folke Rogard         | 1949–1970 |
| 4   | Max Euwe             | 1970–1978 |
| 5   | Fridrik Olafsson     | 1978–1982 |
| 7   | Florencio Campomanes | 1982–1995 |
| 8   | Kirsan Ilyumzhinov   | 1995–2018 |
| 9   | Arkady Dvorkovich    | 2018–nay  |